# (3994) Ayashi
(3994) Ayashi es un asteroide perteneciente al cinturón de asteroides, descubierto el 2 de diciembre de 1988 por Masahiro Koishikawa desde la Estación Ayashi, Japón.

## Designación y nombre
Designado provisionalmente como 1988 XF. Fue nombrado Ayashi en homenaje a la parte occidental de la ciudad de Sendai.